# Licencia Zlib
La licencia zlib/libpng o simplemente la licencia zlib es una licencia de software libre que define los términos bajo los cuales zlib y libpng pueden ser distribuidos. La licencia es también usada por otros paquetes de software libre.
Ha sido aprobada por la Free Software Foundation como una licencia de software libre, y por la Open Source Initiative como una licencia de código abierto. Es compatible con la GNU General Public License.
La licencia sólo tiene los siguientes puntos para tener en cuenta:
- Software es usado simplemente como tal. Los autores no son responsables de ningún daño provocado por el uso del mismo.
- La distribución de una versión modificada del software está sujeta a las siguientes restricciones:
  1. No se debe indicar que se es el autor del software original.
  2. Versiones de fuentes alteradas no deben ser representadas como la versión original del software.
  3. El aviso de la licencia no debe ser eliminado de las distribuciones derivadas.

Nótese que la licencia no requiere que el código fuente sea distribuido.